# Жаркымбаев, Тариэль Бактыбекович
Тариэ́ль Жаркымба́ев (род. 17 сентября 1996, Бишкек) — российский и киргизский лыжник и биатлонист. Участник зимних Олимпийских игр 2018 года.

## Биография
Тариэль Жаркымбаев родился 17 сентября 1996 года в Бишкеке.
Жил в Новосибирске, где более 8 лет занимался лыжными гонками под руководством Любови Маляновой. В 2015 году представлял Новосибирскую область на всероссийских соревнованиях. В июле 2016 года получил гражданство Кыргызстана.
Учился в Киргизской государственной академии физической культуры и спорта в Бишкеке.
Представлял Бишкекскую спортивную школу олимпийского резерва.
В 2017 году вошёл в состав сборной Кыргызстана на зимних Азиатских играх в Саппоро. В биатлоне в спринте на 10 км занял 21-е место, в гонке преследования на 12,5 км — 22-е. В смешанной эстафете 2х6+2х7,5 км сборная Кыргызстана не завершила дистанцию. Также был заявлен на дистанцию 15 км с масс-стартом, но не вышел на гонку. В лыжных гонках занял 16-е место в спринте.
В 2018 году вошёл в состав сборной Кыргызстана на зимних Олимпийских играх в Пхёнчхане. Выступал в лыжном спринте классическим ходом, где занял в квалификации предпоследнее, 75-е место, показав результат 4 минуты 5,99 секунды и уступив 48,3 секунды худшему из попавших в следующий этап Эрику Бьорнсену из США. Был знаменосцем сборной Кыргызстана на церемонии открытия Олимпиады.
В 2019 году участвовал в чемпионате мира по лыжным видам спорта в Зефельде. В спринте занял 108-е место, на дистанции 15 км классическим ходом — 39-е место в квалификации, в которой участвовали лыжники низкого класса.